# Muskatnødtræ
Muskatnødtræ (Myristica fragrans) er et stedsegrønt træ. Alle dele af planten, men især frugterne indeholder talrige, duftende stoffer, som har gjort pulveriseret frøkappe ("muskatblomme") og frø ("muskatnød") til eftertragtede krydderier.

## Beskrivelse
Stammen er ret og kort, og grenene er næsten vandrette og glatte med grågrøn til olivengrøn bark. Endeknoppen er meget stor. Bladene er spredtsiddende, helrandede og elliptiske med mørkegrøn overside og lyst grågrøn underside. 
Træet er særbo, og blomstringen sker i marts-juli, hvor man kan se de bleggule blomster sidde samlet i små, bæragtige stande. De okkergule kapsler er meget store (op til 10 cm lange). Kernen er oval og omgivet af en rødlig, kødet frøkappe. Kernen indeholder ét olieholdigt frø.
Rødderne udvikles ofte til luftrødder. 
Højde x bredde og årlig tilvækst: 12 x 8 m (25 x 15 cm/år).

## Hjemsted
Planten er oprindeligt vildtvoksende på Bandaøerne og de nordlige Molukker, hvor den findes sammen med bl.a. Kassava (Manihot esculenta) Kokospalme (Cocos nucifera), Sagopalme (Arena pinnata), Robusta-Kaffe (Coffea robusta) og Banan (Musa paradisiaca). Den er under dyrkning i Sydamerika, Asien og Afrika.